# 우이도
우이도(牛耳島)는 전라남도 신안군 도초면의 섬이다.

## 이름
우이도란 이름은 섬이 소의 귀처럼 생겼다 해서 붙여졌다. 섬의 서쪽 양단에 두 개의 반도가 돌출한 것이 소귀 모양으로 보인다. 그래서 '소구섬','우개도'라고도 불렀다. 소흑산도라고 불리었던 적도 있다.

## 지리
섬의 면적은 10.70㎢, 해안선 길이는 21㎞이다. 섬에는 세개의 마을이 있다. 수군이 주둔하던 진리마을이 1구이고, 섬의 행정 중심이다.  성촌과 돈목마을이 섬의 서쪽에 있는데, 둘을 합하여 2구가 된다. 진리마을에 우이도항이 위치하고 있다.

## 산태
산태는 우이도 돈목과 성촌 해변 사이에 있는 바람이 만들어낸 80m의 모래언덕으로 사막과 같은 풍경을 보기 위해 한 해 3만 명씩이나 다녀간 적도 있다.
산태를 배경으로 유지태, 김지수 주연의 영화 <가을로>가 제작되었다.

## 인물
- 정약전
- 문순득